# Charles Sydney Price
Charles Sydney Price (* 7. Mai 1887 in Sheffield, England; † 8. März 1947 in Pasadena, Kalifornien) war ein britisch-amerikanischer Pfingstprediger und Heilungsevangelist, dessen Kampagnen in den USA und Kanada tausende Menschen anzogen.

## Leben
Charles Sydney Price wurde 1887 in Sheffield, England geboren. Nach zwei Dienstjahren in der Royal Navy besuchte er das Wesley College in Sheffield, wo er eine religiöse Ausbildung nach den methodistischen Prinzipien  erhielt. Später behauptete er, die Oxford Law School besucht zu haben, was allerdings nicht nachweisbar ist. Nach seiner 1906 erfolgten Auswanderung nach Kanada, ließ sich Price ab März 1907 in den USA nieder. Hier kam er durch eine Evangelisationsveranstaltung zum christlichen Glauben und schloss sich der Free Methodist Mission an. Innerhalb der Gemeinschaft lernte er Bessie Rae Osborn († 1967) kennen, die er heiratete und mit der er vier Kinder bekommen sollte. Price wurde Pastor einer Gemeinde in Sedro-Woolley, Washington, doch wechselte seinen Arbeitsplatz häufig und leitete kongregationalistische Kirchengemeinden u. a. in Valdez, Alaska, Santa Rosa, Kalifornien, Oakland, Kalifornien und Lodi, Kalifornien. Seine Redebegabung nutzte er nicht nur für Gottesdienste, sondern trat auch als Entertainer auf Sommerlagern auf. 1921 besuchte er eine Erweckungsveranstaltung der Evangelistin und Geistheilerin Aimee McPherson in San Jose, Kalifornien, die er sehr kritisch betrachtete. Doch verspürte Price während der Veranstaltung eine Belebung seines Glaubens, weshalb er sich dem Pfingstglauben zuwandte. Da ihm seine eigene Kirchengemeinde in Lodi nicht folgen wollte, gründete er eine neue Pfingstgemeinde unter dem Namen Lodi Bethel Temple. Auf eine Einladung von Aimee McPherson begleitete er die Erweckungspredigerin auf ihren landesweiten Kampagnen, für die er im September 1922 in Ashland, Oregon sogar einspringen musste. Fortan führte Price eigene Heilungs- und Erweckungsveranstaltungen in den USA und Kanada durch, die 1923 in Vancouver, British Columbia 250.000 Besucher angezogen haben sollen. Price beschränkte sich jedoch nicht nur auf Nordamerika, sondern bereiste auch Norwegen, Italien, die Türkei, Syrien, Palästina, Ägypten und den Libanon.
Zur Förderung seines Auftretens als Geistheiler bezeichnete sich Price als Doktor, ohne einen solchen Titel erworben zu haben. Zu seinen vollbrachten Wunderheilungen zählte er u. a. die Schwester von Demos Shakarian, mit dem ihn eine enge Freundschaft verband. Neben der Veröffentlichung zahlreicher Bücher über christliche Geistheilung und die Endzeit unterrichtete Prince am Southern California Bible College in Costa Mesa, Kalifornien.

## Schriften (Auswahl)
- The Great Physician, 1923
- Mussolini: Is he the Anti-Christ?, 1929
- The Story of My Life, 1935
- The Battle of Armageddon, 1938
- The Sick are Healed, 1939
- The Real Faith, 1940